# Exhale (Shoop Shoop)
Exhale (Shoop Shoop) è una canzone del 1995 della cantante statunitense Whitney Houston, composta per la colonna sonora del film Waiting to Exhale, nel quale la Houston era anche protagonista.
La canzone è stata scritta e prodotta da Babyface. Il brano è popolare soprattutto per il famoso ritornello in cui veniva ripetuto continuamente shoop shoop shoop shoo-be-doop.
Dopo la scomparsa della cantante, come tributo, il cantautore R&B Robin Thicke ha realizzato una personale cover del brano, pubblicato come singolo promozionale.

## Tracce
1. "Exhale (Shoop Shoop)" (Album Version)
2. "Dancin' On The Smooth Edge"
3. "It Isn't It Wasn't It Ain't Never Gonna Be" (With Aretha Franklin) (Album Edit)
4. "Do You Hear What I Hear"
5. "Moment Of Truth"

## Classifiche
| Chart (1995)                                    | Peak position |
| ----------------------------------------------- | ------------- |
| U.S. Billboard Hot 100                          | 1             |
| U.S. Billboard Hot R&B/Hip-Hop Singles & Tracks | 1             |
| ARC Weekly Top 40                               | 1             |
| UK Singles Chart                                | 11            |
| ARIA Singles Chart                              | 18            |
| Germany Singles Chart                           | 26            |
| Switzerland Top 75 Singles                      | 13            |
| France Top 100 Singles                          | 16            |
| Switzerland Top 100 Singles                     | 10            |
| Canadian Singles Chart                          | 4             |